# كأس خادم الحرمين الشريفين للأبطال 2011
كأس خادم الحرمين الشريفين للأبطال لعام 2011 إحدى مسابقات الاتحاد العربي السعودي لكرة القدم في موسم 2010 - 2011 وتقام ابتداء من 28 مايو 2011. وهي النسخة الرابعة من هذه المسابقة بنظامها الجديد. ويشارك بها عدد ثمانية أندية لكرة القدم وفق نظام خروج المغلوب. هو نهاية لموسم مسابقة الكأس في كرة القدم المحلية السعودية.
الستة الأعلى في دوري المحترفين يشاركون إلى جانب الفائزون بمسابقة الكأسين المحليين؛ كأس ولي العهد السعودي وكأس الأمير فيصل بن فهد. في حال تكرار التأهل، يتم استبدالهم وفقاً للترتيب التالي: وصيف كأس ولي العهد، وصيف كأس الأمير فيصل، فريق المركز السابع وفريق المركز الثامن. وأحرز فريق نادي الأهلي لقب المسابقة بعد فوزه في المباراة النهائية على فريق نادي الاتحاد.

## الفرق المشاركة
| الفريق  | طريقة التأهل                                 | المشاركة* | آخر مشاركة |
| ------- | -------------------------------------------- | --------- | ---------- |
| الهلال  | بطل دوري المحترفين السعودي 2010–11           | الرابعة   | 2010       |
| الاتحاد | وصيف دوري المحترفين السعودي 2010–11          | الرابعة   | 2010       |
| الاتفاق | المركز الثالث دوري المحترفين السعودي 2010–11 | الثالثة   | 2009       |
| الشباب  | المركز الرابع دوري المحترفين السعودي 2010–11 | الرابعة   | 2010       |
| النصر   | المركز الخامس دوري المحترفين السعودي 2010–11 | الرابعة   | 2010       |
| الأهلي  | المركز السادس دوري المحترفين السعودي 2010–11 | الرابعة   | 2010       |
| الفيصلي | المركز السابع دوري المحترفين السعودي 2010–11 | الأولى    |            |
| الوحدة  | وصيف كأس ولي العهد السعودي 2011              | الرابعة   | 2010       |

* عدد المشاركة في كأس خادم الحرمين الشريفين للأبطال منذ موسم 2008.

## النتائج

### الشكل
|  | ربع النهائي | ربع النهائي | ربع النهائي | ربع النهائي | ربع النهائي |   |          | نصف النهائي | نصف النهائي | نصف النهائي | نصف النهائي | نصف النهائي |  |  | النهائي  | النهائي | النهائي | النهائي | النهائي |
|  |             |             |             |             |             |   |          |             |             |             |             |             |  |  |          |         |         |         |         |
|  | السعودية    | الهلال      | 2           | 3           | 5           |   |          |             |             |             |             |             |  |  |          |         |         |         |         |
|  | السعودية    | الفيصلي     | 1           | 0           | 1           |   |          |             |             |             |             |             |  |  |          |         |         |         |         |
|  | السعودية    | الفيصلي     | 1           | 0           | 1           |   | السعودية | الهلال      | 0           | 1           | 1           |             |  |  |          |         |         |         |         |
|  |             |             |             |             |             |   | السعودية | الهلال      | 0           | 1           | 1           |             |  |  |          |         |         |         |         |
|  |             | السعودية    | الاتحاد     | 3           | 1           | 4 |          |             |             |             |             |             |  |  |          |         |         |         |         |
|  | السعودية    | السعودية    | الاتحاد     | 3           | 1           | 4 | النصر    | 3           | 1           | 4           |             |             |  |  |          |         |         |         |         |
|  | السعودية    |             |             |             |             |   | النصر    | 3           | 1           | 4           |             |             |  |  |          |         |         |         |         |
|  | السعودية    | الاتحاد     | 3           | 1           | 4           |   |          |             |             |             |             |             |  |  |          |         |         |         |         |
|  |             |             |             |             |             |   |          |             |             |             |             |             |  |  | السعودية | الاتحاد | 0       |         |         |
|  |             |             | السعودية    | الأهلي      | 0           |   |          |             |             |             |             |             |  |  |          |         |         |         |         |
|  | السعودية    | الشباب      | 0           | 1           | 1           |   |          |             |             |             |             |             |  |  |          |         |         |         |         |
|  | السعودية    | الأهلي      | 3           | 0           | 3           |   |          |             |             |             |             |             |  |  |          |         |         |         |         |
|  | السعودية    | الأهلي      | 3           | 0           | 3           |   | السعودية | الأهلي      | 2           | 4           | 6           |             |  |  |          |         |         |         |         |
|  |             |             |             |             |             |   | السعودية | الأهلي      | 2           | 4           | 6           |             |  |  |          |         |         |         |         |
|  |             | السعودية    | الوحدة      | 2           | 1           | 3 |          |             |             |             |             |             |  |  |          |         |         |         |         |
|  | السعودية    | السعودية    | الوحدة      | 2           | 1           | 3 | الاتفاق  | 1           | 4           | 5           |             |             |  |  |          |         |         |         |         |
|  | السعودية    |             |             |             |             |   | الاتفاق  | 1           | 4           | 5           |             |             |  |  |          |         |         |         |         |
|  | السعودية    | الوحدة      | 2           | 3           | 5           |   |          |             |             |             |             |             |  |  |          |         |         |         |         |

### ربع النهائي
| الهلال                              | 2 - 1 | الفيصلي         |
| ----------------------------------- | ----- | --------------- |
| ميريل رادوي 51' · عيسى المحياني 70' |       | 64' وصل الذويبي |

| الوحدة                               | 2 - 1 | الاتفاق         |
| ------------------------------------ | ----- | --------------- |
| مختار فلاته 21' · سلمان الصبياني 92' |       | 88' يوسف السالم |

| النصر                                                            | 3 - 3 | الإتحاد                                     |
| ---------------------------------------------------------------- | ----- | ------------------------------------------- |
| بدر المطوع 16' · محمد سالم (بالخطأ في مرماه) 42' · ريان بلال 65' |       | 44' عبد المالك زياية · 58' (93) محمد الراشد |

| الشباب                             | 2 - 1 0 - 3 | الأهلي          |
| ---------------------------------- | ----------- | --------------- |
| ناصر الشمراني 27' · الحسن كيتا 65' |             | 6' عماد الحوسني |

- قرر الاتحاد السعودي لكرة القدم اعتبار النادي الأهلي فائزا بهذه المباراة بنتيجة 3 - 0 إثر قبول احتجاجه ضد فريق نادي الشباب لإشراكه لاعبا موقوفا.[1]

| الإتحاد        | 1 - 1 | النصر             |
| -------------- | ----- | ----------------- |
| نايف هزازي 65' |       | 52' جوناثان ماكين |

| الفيصلي | 0 - 3 | الهلال                                              |
| ------- | ----- | --------------------------------------------------- |
|         |       | 48' عيسى المحياني · 65' أحمد الفريدي · 82' أحمد علي |

| الأهلي | 0 - 1 | الشباب |
| ------ | ----- | ------ |
|        |       |        |

| الاتفاق                                                     | 4 - 3 | الوحدة                    |
| ----------------------------------------------------------- | ----- | ------------------------- |
| يوسف السالم 4' (46) · علاء ريشاني 12' · سبيستيان تيجالي 63' |       | 25' (69)، 77' مختار فلاته |

### نصف النهائي
| الهلال | 0 - 3 | الإتحاد                                              |
| ------ | ----- | ---------------------------------------------------- |
|        |       | 87' عبد المالك زياية · 90' محمد نور · 59' باولو جورج |

| الوحدة              | 2 - 2 | الأهلي                |
| ------------------- | ----- | --------------------- |
| مختار فلاتة 8' (81) |       | 90' (92) عماد الحوسني |

| الإتحاد        | 1 - 1 | الهلال            |
| -------------- | ----- | ----------------- |
| نايف هزازي 78' |       | 14' عيسى المحياني |

| الأهلي                                                    | 4 - 1 | الوحدة             |
| --------------------------------------------------------- | ----- | ------------------ |
| فيكتور سيمويز 31' (75) · كامل المر 55' · عماد الحوسني 67' |       | 78' سلمان الصبياني |

### المركز الثالث
| الهلال | 6 - 3 | الوحدة                                                       |
| --- | ----- | ------------------------------------------------------------ |
| محمد الشلهوب 27' · عيسى المحياني 30' · ميريل رادوي 33' (51) · عبد العزيز الدوسري 70' · كريستيان فيلهامسون 75' |       | 26' سلمان المؤشر · 58' عبد الرحمن بخاري · 73' سلمان الصبياني |

### النهائي
| الاتحاد | 0–0 (ب.و.إ.) | الأهلي |
| ------- | ------------ | ------ |
|         |              |        |

#### الفائز
| فائز كأس خادم الحرمين الشرفين للأبطال 2011 |
| ------------------------------------------ |
| الأهلي اللقب الحادي عشر                    |